# 斯坦·穆休
史丹利·法蘭克·穆休（英語：Stanley Frank Musial，1920年11月21日—2013年1月19日），原名斯坦尼斯瓦夫·弗朗齐歇克·穆夏尔（波蘭語：Stanisław Franciszek Musiał），暱稱斯坦·穆休（Stan Musial，又譯為史坦·穆西爾、史坦·馬休爾），生於美國賓夕法尼亞州多羅那（Donora），前美國職棒大聯盟職業棒球球員，20多年(1941~1963)的職棒生涯都奉獻給聖路易紅雀。
穆休是美國大聯盟史上著名的強打者，生涯擊出3,630支安打(主客場各打1815支，包含475轟)，生涯打擊率.331，被譽為球史最穩定的打者之一。而如此火爆的攻擊火力，也讓他獲得7屆國聯打擊王、6次國聯安打王、2次國聯打點王、3屆國聯最有價值球員（1943年、1946年、1948年），及3座世界大賽冠軍（1942年、1944年、1946年）。
1963年，在紅雀隊退休，他的背號6號也隨之退休。在他生涯3,026場比賽中，從未遭裁判驅逐出場。1969年獲選進入棒球名人堂。

## 生平
穆休的父親是一位波蘭移民，在工廠工作。他在經濟大恐慌時代出生，家中有六個兄弟姐妹（四女二男）。
在高中畢業後，穆休於1938年以投手身份加入聖路易紅雀，但在1941年改成以外野手出賽，並幫助紅雀贏得1942年和1944年的世界大賽，但在1945年間，因第二次世界大戰，穆休進入美國海軍，成為水手，為國作戰。
1946年退役後，再度回到紅雀，協助紅雀取得當年度世界大賽冠軍。
1957年，大聯盟明星賽在布希體育場舉辦，由於辛辛那提當地的一家報紙上直接印了寫滿紅人隊先發打線的選票，這讓紅人隊球迷很容易灌票，最後紅人隊包辦了國聯明星隊先發8位野手的其中7個位置，但一壘手的位置由地主球員穆休穩坐。不過最後在大聯盟主席調查得知灌票事件後，他強制性的讓阿倫和梅斯兩人取代兩個紅人的外野手（留下來的人是羅賓森）進入先發名單，最終美聯明星隊以6比5驚險獲勝。
1958年5月13日，穆休對小熊隊代打擊出二壘安打，生涯總安打數突破3000，是大聯盟第八位超過3000安打的球員，更是第一位以長打超過3000安的球員。
1963年球季開始，在球季開始15場比賽中，紅雀10場獲勝。7月9日，穆休參與第24屆大聯盟全明星賽，一度是大聯盟史上最高，不過阿倫最後在1975年第25次入選明星賽，打破了這個紀錄（若只看有出賽的場數，則阿倫、梅斯、穆休三人以24並列最高）。可惜的是，紅雀隊雖然睽違15年再次超過90勝，但最後被由柯法斯和德萊斯戴爾率領的道奇隊拉開差距，以國聯第二坐收，無法參加世界大賽。球季結束後穆休決定退休，而紅雀也將這位真男人的6號球衣退休。
2010年，時任美國總統歐巴馬親自頒給了穆休代表平民最高榮譽的自由勳章。
2013年1月19日 ，穆休在密蘇里州的自宅過世，享耆壽92歲。隨後，密蘇里州議會通過以他來命名斯坦·穆休老兵纪念大桥，這座大橋在穆休過世後一年正式通車。

## 綽號：真男人
穆休個性溫文儒雅，面對媒體的談吐向來斯文，站上打擊區卻火力凶猛。見識到他在道奇主場（當時為Ebbets Field）的破壞力，道奇球迷都為這個男人取了一個綽號，叫做真男人史坦（Stan the Man）。每次當他上場打擊時，道奇球迷並不會開他汽水，多半是無奈的嘆息，甚至還會幫他歡呼。